# 胜利纪念柱

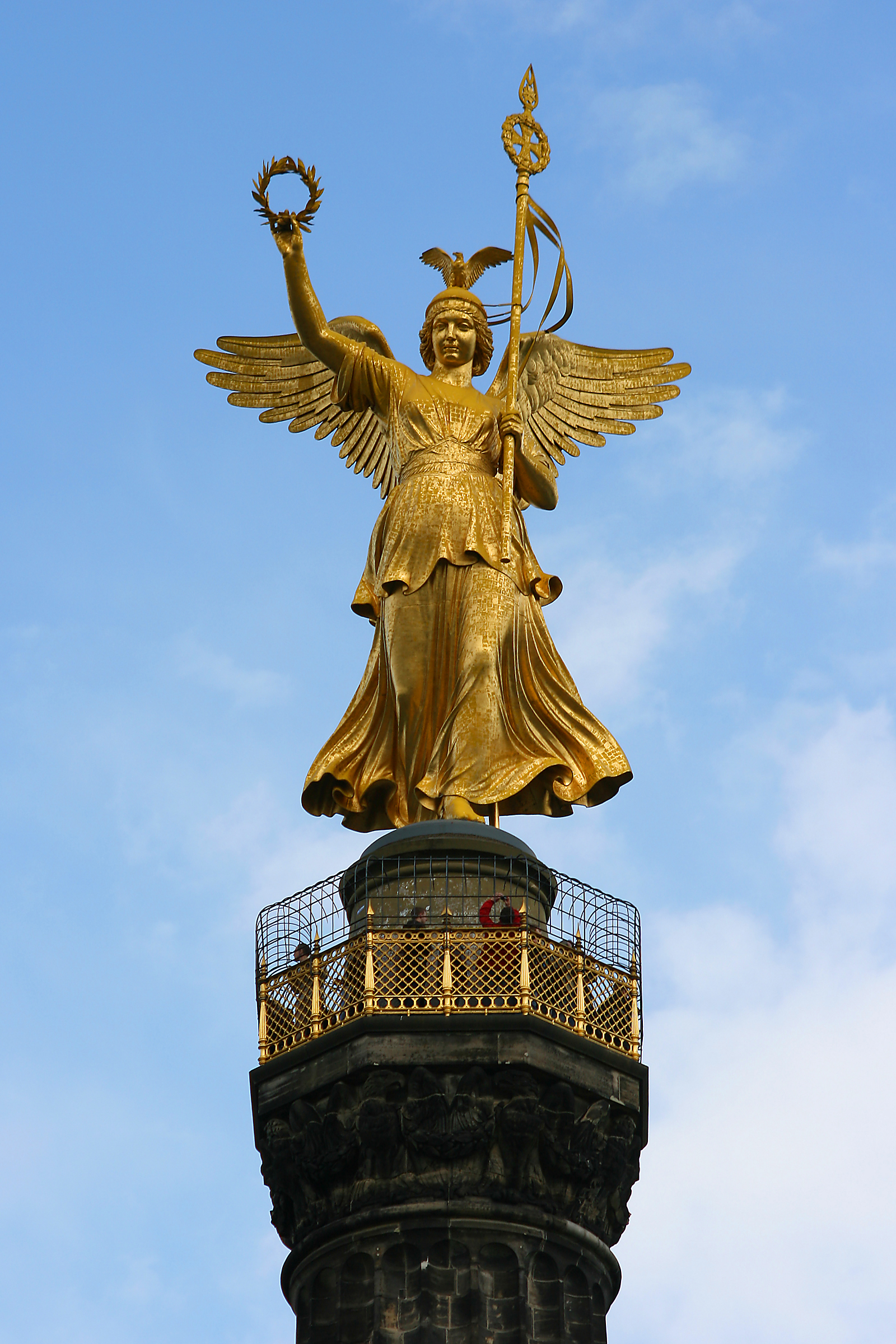
顶端的胜利女神维多利亚雕塑

胜利纪念柱是德国柏林市區內的一座著名纪念性建筑，1864年为庆祝普鲁士在普丹战争中获胜而兴建，到1873年9月2日举行揭幕仪式时，普鲁士又在普奥战争（1866年）和普法战争（1870年－1871年）中击败了奥地利和法国，给予雕像新的含义。与原先规划不同，后来在所谓统一战争中的胜利，增加了胜利女神维多利亚青铜雕塑，高8.3米，重35吨。
胜利纪念柱原本坐落于德意志帝国议会（今德国国会大厦）对面的国王广场（今共和广场）上，1938年到1939年由于希特勒的世界之都日耳曼尼亚需要拓宽夏洛滕堡路（今天的六月十七大街），并将胜利纪念柱移至今天的位置（大星角广场）。
胜利纪念柱是柏林的一个主要景点，每年4-10月的每天上午9:30到下午6:30开放；从11月到3月，每天上午9:30到下午5:30开放。

## 历史

### 設計
底座由拋光的紅色瑞典花崗岩製成，面積18.8平方米，高7.2米。底座上有四個青銅浮雕，描繪了三場胜利的場景。它們寬12米，高2米，由莫里茨·舒爾茨（Moritz Schulz）、卡爾·凱爾（Karl Keil）、亞歷山大·卡蘭德雷利（Alexander Calandrelli）和阿爾伯特·沃爾夫（Albert Wolff）設計。基座上有圓形大廳，有16根高4.7米的花崗岩柱。沿著大廳的周邊是安東·馮·維爾納設計的玻璃馬賽克。大廳上方矗立著四根砂岩柱，前三根各裝有20個鍍金砲管，其中12磅來自对丹战争，8磅來自对奧战争，4磅來自对法战争。第四根砂岩柱的頂部矗立著8.52米高的鍍金青銅勝利像。
浮雕裝飾於1945年被拆除。1987年，時任法國總統弗朗索瓦·密特朗在柏林建城750週年访问之際將其修復。

### 地點
勝利紀念柱最初矗立在國王廣場（現在的共和廣場）。1939年，作為將柏林重新設計為世界之都日耳曼尼亚的宏偉計劃的一部分，納粹將紀念柱遷至現址。同時該柱又增加了6.5米，使其達到目前的66.89米高度。這座紀念碑在第二次世界大戰中倖存下來，沒有受到太大損壞。根據阿爾伯特·施佩爾的規劃，該柱被環形街道包圍，行人還可以通過四個隧道進入該柱。螺旋樓梯通向雕像下方的觀景台。

### 事件

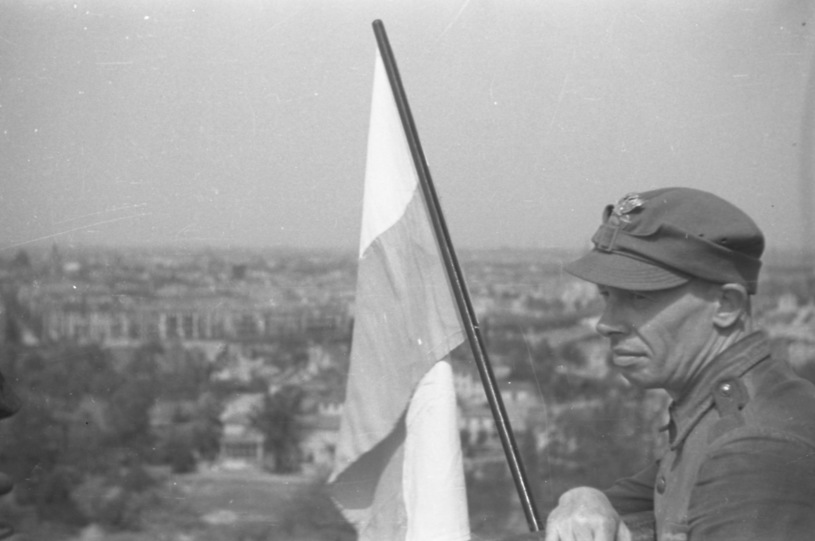
波兰人在其上升起红白旗

1945年柏林戰役期間，蘇聯軍隊給該柱起了個綽號“高個子女人”。1945年5月2日，柏林戰役結束時，波蘭军队與蘇聯军队並肩作戰，在圓柱上升起了波蘭國旗。
1945年盟軍勝利閱兵期間，法國軍隊在雕像的柱子上升起法國三色旗。
2008年7月24日，巴拉克·奧巴馬訪問德國期間这里成为了他在柏林發表演講的地點。

### 浮雕
底座上裝飾有四幅青銅浮雕，詳細描繪了三場王朝戰爭以及1871年軍隊凯旋進入柏林的场景：
- 亞歷山大·卡蘭德雷利的《丹麥戰役的胜利和攻克迪博尔》、《柯尼格雷茨戰役》
- 莫里茨·舒爾茨的《德意志战争》
- 卡爾·凱爾的《普法戰爭》、《色當戰役》和《進入巴黎》
- 阿爾伯特·沃爾夫的《軍隊進入柏林》

浮雕的上方是“感謝祖國，勝利的軍隊”的題詞，該浮雕現在安裝在北方向，但在第二次世界大戰後被移除。至今仍可辨認出痕跡。
1945年，應占領國法國的要求，這些浮雕被拆除。其中对丹麦战争的浮雕仍留在施潘道城堡中，但其他三座被認為已經丟失。外交部的研究顯示，它們被存放在巴黎軍事博物館的庭院裡。對於歸還这些浮雕，法國最初要求交換《拿破崙跨越阿爾卑斯山》，但遭到普魯士文化遺產基金會的拒絕。1987年5月弗朗索瓦·密特朗總統訪問西柏林几年柏林建城750週年之际，这些浮雕被送回，所有四個都在1987年周年紀念日修復後重新安裝。基座南側和西側的浮雕僅存碎片。
| 普丹战争浮雕 |
| ------------ |
| 普法战争浮雕 |
| 普奥战争浮雕 |
| 凯旋进入柏林 |